# Coppa del Mondo di combinata nordica 2007
La Coppa del Mondo di combinata nordica 2007, ventiquattresima edizione della manifestazione organizzata dalla Federazione Internazionale Sci, ebbe inizio il 25 novembre 2006 a Kuusamo, in Finlandia, e si concluse il 18 marzo 2007 a Oslo, in Norvegia.
Furono disputate 16 delle 21 gare previste, in 10 diverse località: 5 individuali Gundersen, 6 sprint, 3 a partenza in linea, 2 a squadre; 5 gare si svolsero su trampolino normale, 11 su trampolino lungo. Nel corso della stagione si tennero a Sapporo i Campionati mondiali di sci nordico 2007, non validi ai fini della Coppa del Mondo, il cui calendario contemplò dunque interruzioni tra i mesi febbraio e marzo.
Il finlandese Hannu Manninen si aggiudicò sia la coppa di cristallo, il trofeo assegnato al vincitore della classifica generale, sia il Warsteiner Grand Prix; il francese Jason Lamy-Chappuis vinse la Coppa di sprint. Manninen era il detentore uscente della Coppa generale.

## Risultati
| Data                  | Località            | Nazione   | Trampolino                  | Spec.            | Primo                                                                  | Secondo                                                                 | Terzo                                                         |
| --------------------- | ------------------- | --------- | --------------------------- | ---------------- | ---------------------------------------------------------------------- | ----------------------------------------------------------------------- | ------------------------------------------------------------- |
| 25 novembre 2006      | Kuusamo             | Finlandia | Rukatunturi HS142           | IN LH/15 km      | Jason Lamy-Chappuis                                                    | Hannu Manninen                                                          | Sebastian Haseney                                             |
| 26 novembre 2006      | Kuusamo             | Finlandia | Rukatunturi HS142           | SP LH/7,5 km     | annullata                                                              | annullata                                                               | annullata                                                     |
| 2 dicembre 2006       | Lillehammer         | Norvegia  | Lysgårdsbakken HS138        | IN LH/15 km      | Magnus Moan                                                            | Sebastian Haseney                                                       | Hannu Manninen                                                |
| 3 dicembre 2006       | Lillehammer         | Norvegia  | Lysgårdsbakken HS138        | SP LH/7,5 km     | Christoph Bieler                                                       | Anssi Koivuranta                                                        | Maxime Laheurte                                               |
| 16 dicembre 2006      | Ramsau am Dachstein | Austria   | W90-Mattensprunganlage HS98 | MS NH/10 km      | Christoph Bieler                                                       | Anssi Koivuranta                                                        | Maxime Laheurte                                               |
| 17 dicembre 2006      | Ramsau am Dachstein | Austria   | W90-Mattensprunganlage HS98 | SP NH/7,5 km     | Magnus Moan                                                            | Jason Lamy-Chappuis                                                     | Ronny Ackermann                                               |
| Warsteiner Grand Prix |                     |           |                             |                  |                                                                        |                                                                         |                                                               |
| 30 dicembre 2006      | Ruhpolding          | Germania  | Große Zirmbergschanze HS128 | IN LH/15 km      | Hannu Manninen                                                         | Sebastian Haseney                                                       | Ronny Ackermann                                               |
| 3 gennaio 2007        | Ruhpolding          | Germania  | Große Zirmbergschanze HS128 | T SP LH/2x7,5 km | Finlandia I Anssi Koivuranta Hannu Manninen                            | Germania I Ronny Ackermann Sebastian Haseney                            | Austria I Mario Stecher Christoph Bieler                      |
| 6 gennaio 2007        | Oberstdorf          | Germania  | Schattenberg HS137          | IN NH/15 km      | Felix Gottwald                                                         | Hannu Manninen                                                          | Sebastian Haseney                                             |
| 13 gennaio 2007       | Val di Fiemme       | Italia    | Giuseppe Dal Ben HS106      | MS NH/10 km      | Christoph Bieler                                                       | Felix Gottwald                                                          | Jason Lamy-Chappuis                                           |
| 14 gennaio 2007       | Val di Fiemme       | Italia    | Giuseppe Dal Ben HS106      | T NH/4x5 km      | Finlandia Ville Kähkönen Jaakko Tallus Anssi Koivuranta Hannu Manninen | Austria I Christoph Bieler Bernhard Gruber Felix Gottwald Mario Stecher | Norvegia Håvard Klemetsen Espen Rian Petter Tande Magnus Moan |
| 20 gennaio 2007       | Seefeld in Tirol    | Austria   | Toni Seelos HS100           | SP NH/7,5 km     | Felix Gottwald                                                         | Jason Lamy-Chappuis                                                     | Magnus Moan                                                   |
| 21 gennaio 2007       | Seefeld in Tirol    | Austria   | Toni Seelos HS100           | IN NH/15 km      | annullata                                                              | annullata                                                               | annullata                                                     |
| 27 gennaio 2007       | Harrachov           | Rep. Ceca | Čerťák HS100                | IN NH/15 km      | annullata                                                              | annullata                                                               | annullata                                                     |
| 28 gennaio 2007       | Harrachov           | Rep. Ceca | Čerťák HS100                | SP NH/7,5 km     | annullata                                                              | annullata                                                               | annullata                                                     |
| 3 febbraio 2007       | Zakopane            | Polonia   | Wielka Krokiew HS134        | MS LH/10 km      | Hannu Manninen                                                         | Jaakko Tallus                                                           | Björn Kircheisen                                              |
| 4 febbraio 2007       | Zakopane            | Polonia   | Wielka Krokiew HS134        | SP LH/7,5 km     | Björn Kircheisen                                                       | Hannu Manninen                                                          | Magnus Moan                                                   |
| 9 marzo 2007          | Lahti               | Finlandia | Salpausselkä HS130          | IN LH/15 km      | Bill Demong                                                            | Sebastian Haseney                                                       | Hannu Manninen                                                |
| 10 marzo 2007         | Lahti               | Finlandia | Salpausselkä HS130          | SP LH/7,5 km     | Björn Kircheisen                                                       | Felix Gottwald                                                          | Jason Lamy-Chappuis                                           |
| 17 marzo 2007         | Oslo                | Norvegia  | Holmenkollen HS128          | IN LH/15 km      | annullata                                                              | annullata                                                               | annullata                                                     |
| 18 marzo 2007         | Oslo                | Norvegia  | Holmenkollen HS128          | SP LH/7,5 km     | Jason Lamy-Chappuis                                                    | Felix Gottwald                                                          | Bill Demong                                                   |

Legenda:

IN = individuale Gundersen

SP = sprint

MS = partenza in linea

T = gara a squadre

NH = trampolino normale

LH = trampolino lungo

## Classifiche

### Generale
| Pos. | Nome                | Nazione   | Punti |
| ---- | ------------------- | --------- | ----- |
| 1    | Hannu Manninen      | Finlandia | 765   |
| 2    | Jason Lamy-Chappuis | Francia   | 696   |
| 3    | Magnus Moan         | Norvegia  | 684   |
| 4    | Christoph Bieler    | Austria   | 679   |
| 5    | Felix Gottwald      | Austria   | 652   |
| 6    | Björn Kircheisen    | Germania  | 494   |
| 7    | Anssi Koivuranta    | Finlandia | 484   |
| 8    | Sebastian Haseney   | Germania  | 474   |
| 9    | Ronny Ackermann     | Germania  | 423   |
| 10   | Petter Tande        | Norvegia  | 406   |

### Sprint

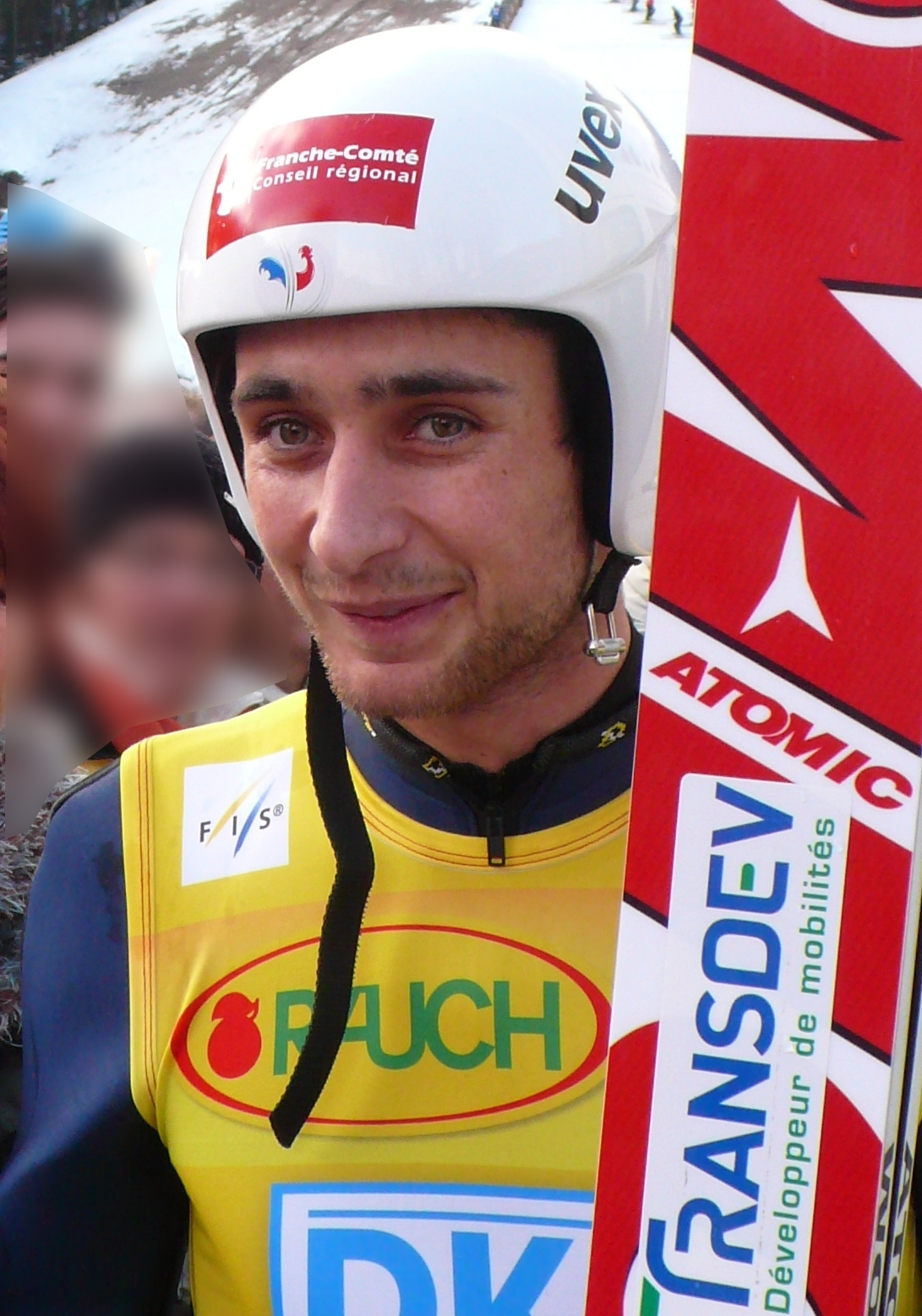
Jason Lamy-Chappuis

| Pos. | Nome                | Nazione     | Punti |
| ---- | ------------------- | ----------- | ----- |
| 1    | Jason Lamy-Chappuis | Francia     | 410   |
| 2    | Magnus Moan         | Norvegia    | 316   |
| 3    | Felix Gottwald      | Austria     | 304   |
| 4    | Christoph Bieler    | Austria     | 287   |
| 5    | Björn Kircheisen    | Germania    | 266   |
| 6    | Anssi Koivuranta    | Finlandia   | 244   |
| 7    | Hannu Manninen      | Finlandia   | 205   |
| 8    | Mario Stecher       | Austria     | 199   |
| 9    | Petter Tande        | Norvegia    | 170   |
| 10   | Bill Demong         | Stati Uniti | 157   |

### Warsteiner Grand Prix
| Pos. | Nome              | Nazione     | Punti |
| ---- | ----------------- | ----------- | ----- |
| 1    | Hannu Manninen    | Finlandia   | 230   |
| 2    | Sebastian Haseney | Germania    | 180   |
| 3    | Felix Gottwald    | Austria     | 165   |
| 4    | Ronny Ackermann   | Germania    | 126   |
| 5    | Bill Demong       | Stati Uniti | 116   |

### Nazioni
| Pos. | Nazione     | Punti |
| ---- | ----------- | ----- |
| 1    | Austria     | 2497  |
| 2    | Finlandia   | 2165  |
| 3    | Germania    | 1950  |
| 4    | Norvegia    | 1891  |
| 5    | Francia     | 1293  |
| 6    | Stati Uniti | 503   |
| 7    | Svizzera    | 352   |
| 8    | Giappone    | 176   |
| 9    | Rep. Ceca   | 93    |
| 10   | Russia      | 32    |